# Matt Smaby
Matt Smaby (né le 14 octobre 1984 à Minneapolis dans l'État du Minnesota aux États-Unis) est un joueur professionnel de hockey sur glace.

## Carrière
Réclamé au deuxième tour par le Lightning de Tampa Bay alors qu'il complete ses études secondaires, Matt Smaby se joint en 2003 aux Fighting Sioux de North Dakota, club universitaire de la NCAA. Il participe avec ces derniers et ce, à titre de capitaine de l'équipe, à deux tournois national, le «frozen four», déterminant la meilleure équipe au niveau universitaire américain.
Il devient joueur professionnel en 2006 en joignant les rangs des Falcons de Springfield, club affilié au Lightning dans la Ligue américaine de hockey. Il fait ses premiers pas dans la Ligue nationale dès la saison suivante, prenant part à quatorze rencontres avec l'équipe floridienne.

## Statistiques
| Saison     | Équipe                           | Ligue      |    | Saison régulière | Saison régulière | Saison régulière | Saison régulière | Saison régulière |   | Séries éliminatoires | Séries éliminatoires | Séries éliminatoires | Séries éliminatoires | Séries éliminatoires |
| Saison     | Équipe                           | Ligue      | PJ | B                | A                | Pts              | Pun              | PJ               | B | A                    | Pts                  | Pun                  |                      |                      |
| 2003-2004  | Fighting Sioux du Dakota du Nord | NCAA       | 39 | 1                | 36               | 7                | 81               | -                | - | -                    | -                    | -                    |                      |                      |
| 2004-2005  | Fighting Sioux du Dakota du Nord | NCAA       | 44 | 1                | 2                | 3                | 86               | -                | - | -                    | -                    | -                    |                      |                      |
| 2005-2006  | Fighting Sioux du Dakota du Nord | NCAA       | 46 | 4                | 15               | 19               | 113              | -                | - | -                    | -                    | -                    |                      |                      |
| 2006-2007  | Falcons de Springfield           | LAH        | 66 | 2                | 14               | 16               | 43               | -                | - | -                    | -                    | -                    |                      |                      |
| 2007-2008  | Lightning de Tampa Bay           | LNH        | 14 | 0                | 0                | 0                | 12               | -                | - | -                    | -                    | -                    |                      |                      |
| 2007-2008  | Admirals de Norfolk              | LAH        | 58 | 1                | 5                | 6                | 66               | -                | - | -                    | -                    | -                    |                      |                      |
| 2008-2009  | Lightning de Tampa Bay           | LNH        | 43 | 0                | 4                | 4                | 50               | -                | - | -                    | -                    | -                    |                      |                      |
| 2008-2009  | Admirals de Norfolk              | LAH        | 25 | 2                | 4                | 6                | 30               | -                | - | -                    | -                    | -                    |                      |                      |
| 2009-2010  | Lightning de Tampa Bay           | LNH        | 33 | 0                | 2                | 2                | 27               | -                | - | -                    | -                    | -                    |                      |                      |
| 2009-2010  | Admirals de Norfolk              | LAH        | 7  | 0                | 2                | 2                | 9                | -                | - | -                    | -                    | -                    |                      |                      |
| 2010-2011  | Lightning de Tampa Bay           | LNH        | 32 | 0                | 0                | 0                | 17               | -                | - | -                    | -                    | -                    |                      |                      |
| 2011-2012  | Crunch de Syracuse               | LAH        | 30 | 2                | 7                | 9                | 46               | -                | - | -                    | -                    | -                    |                      |                      |
| 2012-2013  | Admirals de Norfolk              | LAH        | 26 | 0                | 4                | 4                | 16               | -                | - | -                    | -                    | -                    |                      |                      |
| 2013-2014  | EHC Munich                       | DEL        | 42 | 3                | 13               | 16               | 64               | 3                | 0 | 0                    | 0                    | 10                   |                      |                      |
| 2014-2015  | EHC Munich                       | DEL        | 31 | 1                | 3                | 4                | 56               | 4                | 0 | 0                    | 0                    | 18                   |                      |                      |
| 2015-2016  | EHC Munich                       | DEL        | 42 | 0                | 7                | 7                | 60               | 14               | 2 | 1                    | 3                    | 20                   |                      |                      |
| 2016-2017  | EHC Munich                       | DEL        | 42 | 5                | 9                | 14               | 97               | 14               | 0 | 1                    | 1                    | 12                   |                      |                      |
| Totaux LNH | Totaux LNH                       | Totaux LNH | 90 | 0                | 6                | 6                | 89               | -                | - | -                    | -                    | -                    |                      |                      |